# Giuseppe Merisi
Giuseppe Merisi (Treviglio, 25 september 1938) is een Italiaans geestelijke en bisschop van de Rooms-Katholieke Kerk. 
Merisi ging school bij de Salesianen en studeerde vervolgens aan de Milanese Theologische Faculteit waar hij een laureaat behaalde in het canoniek recht. Aan het seminarie van Venegono Inferiore behaalde hij een academische graad in de theologie. Merisi werd op 27 februari 1971 priester gewijd door kardinaal Giovanni Colombo. 
Paus Johannes Paulus II benoemde Merisi in 1995 tot titulair bisschop van Drusiliana en tot hulpbisschop van Milaan. Hij werd bisschop gewijd door de Milaneese aartsbisschop Carlo Maria Martini. Als bisschoppelijke wapenspreuk koos hij Vos autem amicos dixi (Uit het Evangelie van Johannes 15, 15; Jullie, vrienden, heb ik nu alles meegedeeld).
In 2005 benoemde paus Benedictus XVI Merisi tot bisschop van Lodi.
Mgr. Merisi is lid van verschillende commissies binnen de Italiaanse Bisschoppenconferentie. Merisi ging in de zomer van 2014 met emeritaat en werd opgevolgd door Maurizio Malvestiti.
- Istituto Centrale per il Catalogo Unico: UBOV012729
- Virtual International Authority File: 4709148705711037080000